# Negotin
Negotin er en by i det østlige Serbien, med et indbyggertal (pr. 2002) på cirka 18.000. Byen ligger i distriktet Bor, tæt ved grænserne til nabolandene Rumænien og Bulgarien.
44°14′N 22°32′Ø / 44.233°N 22.533°Ø
- Wikimedia Commons har flere filer relateret til Negotin